# Omega Pharma
Omega Pharma war ein Pharmazieunternehmen aus Belgien. Die Firma wurde 1987 von Marc Coucke und Yvan Vindevogel, ehemaligen Studenten der Universität Gent, gegründet. Das Unternehmen beschäftigte ca. 2.000 Mitarbeiter (2012) und hatte seinen Hauptsitz in Nazareth, Belgien. Das Unternehmen wurde 2014 durch Perrigo übernommen.

## Expansion in Europa
2001 übernahm Omega Pharma die Deutsche Chefaro Pharma GmbH und Paracelsia Pharma GmbH, beide ansässig in Waltrop.
Ende Juni 2004 übernahm Omega Pharma ein Portfolio von frei verkäuflichen Präparaten und Körperpflegemitteln für 135 Millionen Euro (ca. 163 Millionen US-Dollar) des Pharmakonzerns Pfizer. Führende Marken des Portfolios sind u. a. Angstrom, Buttercup, Claire Fisher, Cyklokapron, Eau Precieuse, Fenuril, Lyclear, Restivoil, TCP, und Trofodermin.
Im März 2012 gab Omega Pharma die Übernahme eines Portfolios rezeptfreier Arznei- und Nahrungsergänzungsmittel des britischen Pharmakonzerns GlaxoSmithKline bekannt. Der Kaufpreis belief sich auf insgesamt 470 Millionen Euro. Das OTC-Portfolio umfasst unter anderem die besonders in Deutschland bekannten Nahrungsergänzungsmittel der Marke Abtei sowie die Schmerzpräparate Solpadeine, das Magenmittel Zantac, das Schlafmittel Nytol sowie das Antiallergikum Beconase. Gleichzeitig übernahm Omega Pharma die GlaxoSmithKline-Produktionsstätte in Herrenberg bei Stuttgart, wo die meisten dieser Produkte hergestellt werden.
Am 6. November 2014 gab Marc Coucke auf Twitter die Übernahme von Omega Pharma durch Perrigo bekannt. Der Kaufpreis soll 3,6 Milliarden Euro betragen.

## Sponsoring
Das Unternehmen warb im Radsport von 2003 bis 2004 als Co-Sponsor des Teams Quick Step-Davitamon und von 2005 bis 2006 als Hauptsponsor des Teams Davitamon-Lotto für die Marke „Davitamon“. Sie setzen zwar ihr Sponsoring weiterhin fort, allerdings für andere Marken. So startete das Team in der Saison 2007 unter dem Namen Predictor-Lotto. Unter der Marke „Predictor“ verkauft Omega Pharma Schwangerschaftstests. Von 2008 bis 2010 fuhr das Team unter dem Namen Silence-Lotto, das für die Marke „Silence“, ein Anti-Schnarch-Mittel, warb. 2010 und 2011 warb das Unternehmen für den gesamten Omega-Pharma-Konzern unter dem Namen „Omega Pharma-Lotto“. Nach Trennung von der belgischen Lotteriegesellschaft unterstützte Omega Pharma das Team Omega Pharma-Quickstep, das zuvor Quick Step Cycling Team hieß.